# ロングビーチ (ニューヨーク州)
ロングビーチ（英: Long Beach）は、アメリカ合衆国ニューヨーク州の南東部、ナッソー郡の都市である。ロングアイランドのすぐ南、ロングアイランドの南岸沖にあるアウター・バリア諸島の中でも西端にあるロングビーチ・バリア島に位置している。2020年国勢調査での人口は35,029人だった。1922年に市として法人化された。ニックネームは「海の傍の都市」であり、市章にはそのラテン語（"Civitas ad mare"）が記されている。
ロングビーチ市の北、東、西はレイノルズ海峡であり、南は大西洋である。
2012年時点でジャック・シュニアマンが市マネジャーを務めており、マネジャーは市政委員会から指名されている。

## 歴史
ロングビーチの最初の住人はアルゴンキン語族のロッカウェイ・インディアンであり、1643年にこの地域の土地をイングランド人開拓者に売却した。バリアー島は漁師が漁を、農夫がソルトヘイを収穫するために使っていたが、2世紀以上の間誰も年間を通じて居住する者は居なかった。1849年、連邦議会が救命駐在所を設立した。その12年前に、アイルランドからの移民を運んでいたバークのメヒコが元日に座礁して、62人が死んでいた。
ブルックリン出身の建設業者オースティン・コービンが、この島のリゾート地としての開発を試みた最初の者となった。コービンはロングアイランド鉄道と共同事業を組んで、ニューヨーク・アンド・ロングビーチ鉄道社を作り、1880年にリンブルックからロングビーチまで鉄道を引いた。同年、コービンがロングビーチ・ホテルを開いた。それは海浜340メートルに沿って27のコテージを並べたものであり、コービンは世界最大のホテルだと主張していた。その最初のシーズンで、鉄道を使って30万人の観光客がロングアイランドを訪れた。次の春までに、島の全長にわたって鉄道線路が敷かれたが、冬の嵐で洗い流されることが繰り返され、1894年には撤去された。
1906年、39歳の元ニューヨーク州上院議員かつ不動産開発業者であるウィリアム・レイノルズがロングビーチに関わるようになった。レイノルズは既にブルックリンの4地区（ベッドフォード＝スタイベサント、ボロパーク、ベンソンハースト、サウスブラウンズビル）を開発しており、世界最大のアミューズメントパークであるコニーアイランドのドリームランドも開発していた。レイノルズは劇場も所有し、劇を上演していた。投資家を集めて、大西洋に面した土地を民間所有者から取得し、1907年にはヘムステッド町から島の残り部分も取得した。ボードウォーク、家屋、ホテルの建設を計画した。一群の象をドリームランドから行進させ、表面上ロングビーチ・ボードウォークの建設を支援し、実質的な宣伝行為を行った。島の北側では浚渫で幅300メートルの海峡を造り、大型蒸気船や水上機でより多くの観光客を運べるようにした。その新しい水路はレイノルズ海峡と名付けられた。ロングビーチが「東のリビエラ」という宣伝文句でやっていけるために、建物は全て特徴ある地中海様式で建設することを求め、白い化粧しっくいの壁と赤粘土タイルの屋根で造らせた。海の傍にキャッスルと名付けた劇場を建設し、社交ダンスを広めたバーノンとイレーヌのキャッスル夫妻のために世界最大のダンスフロアを備えた。1918年にレイノルズの会社が破産した後、規制が取られた。新しい町は、ニューヨーク市やハリウッドから裕福な事業家やエンターテイナーを惹きつけた。
1907年7月29日、ロングビーチ・ホテルから出火し、全焼した。800人居た客の中で、窓から飛び降りて8人が負傷し、女性1人が死んだ。火元は欠陥のある電気配線からだった。教会1棟、コッテージ数棟、入浴棟も破壊された。客の者であるトランクを「更衣室」を作るために砂の上に積み上げていたものが、泥棒に盗まれた。ウェイターなど多くの者が警察に拘束され、2万ドル相当の宝石などの盗品が回収された。
ロングビーチは1913年にビレッジとして、1922年に市として法人化された。
1923年、イジーとモーと単純に呼ばれた禁酒法のエージェントがナッソー・ホテルを襲撃し、密造酒販売容疑で3人を逮捕した。1930年、ロングビーチ警察の警察官5人が、アメリカ合衆国沿岸警備隊員に賄賂を贈り、アルコールを陸上げさせたとして告発された。この警察はその1年後にも別の問題を起こした。1931年夏に国民を虜にしたミステリーとなった。浜で漂着物を拾っていた人がスター・フフェイスフルという若い女性の遺体を発見した。その女性は自殺を示すメモを残していたが、彼女は殺されたと考える者がいた。この時までにロングビーチでは汚職が広がっていた。1922年、州議会がロングビーチを市に指定し、ウィリアム・H・レイノルズが初代市長に選ばれていた。その後直ぐにレイノルズは公金横領の容疑で告発された。レイノルズが有罪と判決を下されたときに、市役所時計塔の時計が抗議のために止められた。その年に抗告審判で判事がレイノルズを監獄から釈放したとき、ほとんど全住人がレイノルズの帰還を歓迎し、時計が動かされた。
1939年、市長のルイス・F・エドワーズが自宅の玄関前で警官に撃たれて致命傷を負った。警官のアルビン・ドゥーリーは白バイ隊の隊員であり、市長自身の警護特務部隊員だったが、警察慈善協会の会長候補になろうとして市長が支持していたものの、失敗した後で市長を殺した。市内のジャクソン大通りは後に殺された市長にちなんでエドワーズ大通りと改名された。この殺人事件の後、市民は市マネジャー方式を採用する議案を採択し、それが現在も続いている。市マネジャーは市政委員会に雇用され、報告義務がある。
1940年代、ホセ・フェラー、ゼロ・モステル、メイ・ウエストなどの有名俳優が土地の劇場に出演した。ジャック・デンプシー、キャブ・キャロウェイ、ハンフリー・ボガート、リリアン・ロス、ルドルフ・ヴァレンティノ、フローレンツ・ジーグフェルド・ジュニア、ジェームズ・キャグニー、クララ・ボウ、ジョン・バリモアがロングビーチに長年住んだ。その他の出身者として、ビリー・クリスタル（その兄弟のジョエル・クリスタルはロングビーチ市政委員会の議長を務めた）、ジョーン・ジェット、デレク・ジーター、ジョン・ラナン、エイミー・フィッシャー（ロングアイランドのロリータ）がいる。
1940年代と1950年代、航空運賃が安くなって、さらに遠方から観光客を惹きつけるようになり、また空気調和機械によって一年中快適な生活ができるようになり、ロングビーチはニューヨーク市への通勤者にとって人気あるベッドタウンとなった。1970年代に入っても観光客を惹きつけ続けていた。利用客の減ったボードウォークのホテルは、生活保護受給者や高齢者を一時的に収容するために使われていたが、1970年頃に起きたスキャンダルによって家屋の多くが免許を取り消されることになった。当時、政府のエージェントもそのようなホテルを「倉庫に」しており、大きな精神病院から追い出された患者を収容していた。彼らは小さな規模のコミュニティセンターで介護されるものと考えられた。延長3.5キロメートルあるボードウォークには、エドワーズ大通りの外れに小さなアミューズメントパークが造られ、1970年代後半まで使われた。1960年代後半、ボードウォークとアミューズメントパークのある場所は、ロングアイランド全体から若者を惹きつけたが、警察が薬物の扱いを取り締まるようになって、それも終わった。現在もボードウォークで事業を行う団体がまだ残っている一方で、自転車乗り、ジョガー、ウォーカーさらに人を見物する人を惹きつけている。
1980年代から、さらに1990年代には加速してロングビーチは都市再生を始め、新しい住宅、新しい企業など新しいものができた。今日、ニューヨーク市で働き、静かな海浜の環境を望む人々にとって、市は再度人気あるベッドタウンとなった。夏には地元の若者や大学生、さらにウェストエンドのバンガローを借りる若い成人が集まる。彼らはウェストビーチ通り沿いのバーやクラブを訪れる。しかし、市の中心部に近く、ボードウォークの背後は、昔ホテル、浴場、アミューズメントパークのあったブロックが空白地になっている。このスーパーブロックとなる可能性のある街区にアトランティックシティのようなカジノなど開発業者を呼び込もうという動きが実を結んでいないので、これらのブロックは市内の未使用地の大部分を占めている。
2012年10月29日、ハリケーン・サンディがロングビーチを襲った。それによる洪水の結果、数百台の自動車が壊れ、家屋も大きな被害を受けた。被害総額は2億5,000万ドルと見積もられている。市内では電力も水道もない時期が2週間続いた。この嵐でボードウォークも破壊された。市は連邦緊急事態管理局とニューヨーク州政府の認可を得て、ボードウォークの再建を始めた。ロングビーチ・ボードウォークの最初の2ブロック部分は2013年7月26日に開通した。全線は10月25日の開通となった。

## 交通

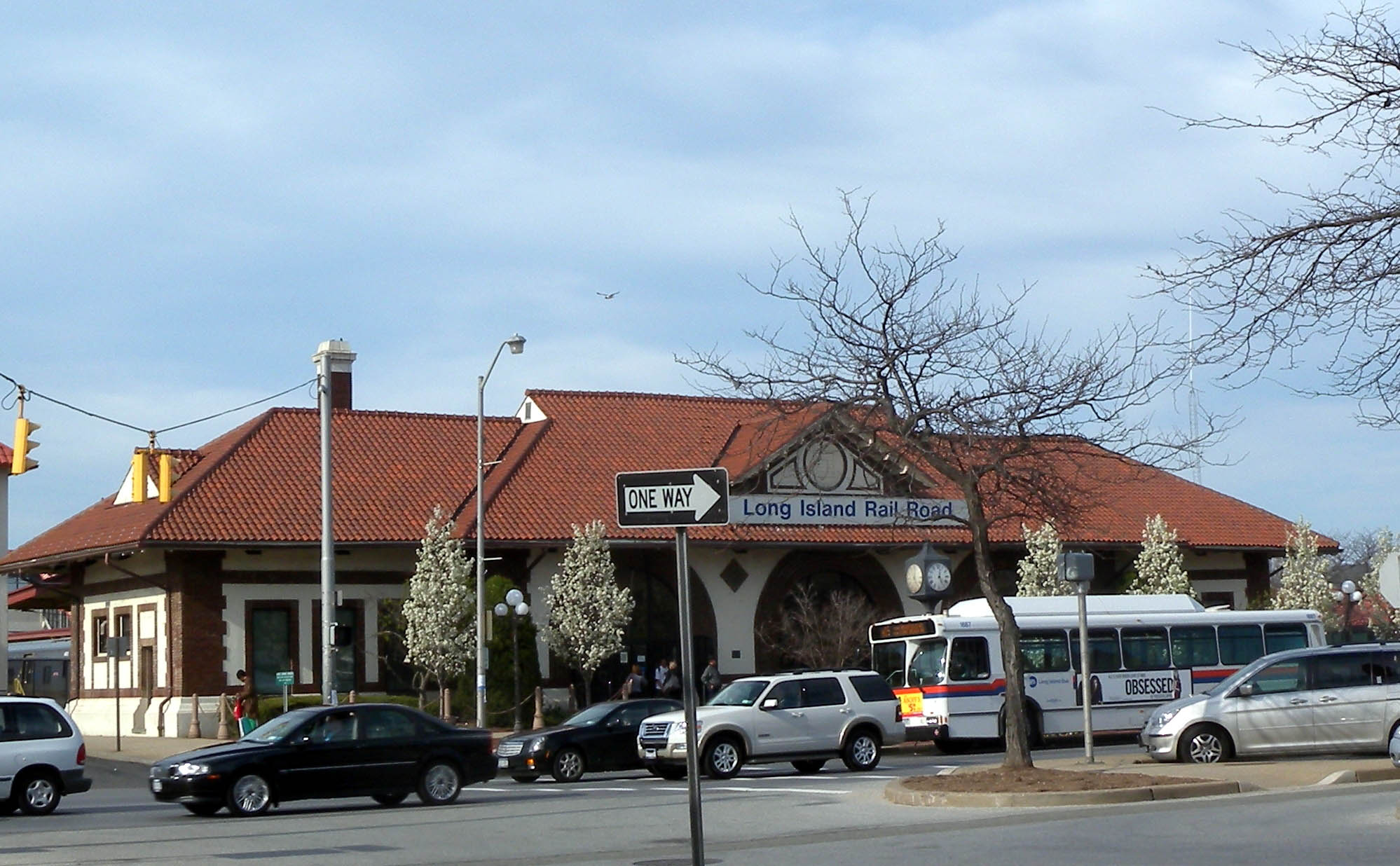
ロングビーチ駅

### バス
ロングビーチ・バスが5つの系統で24時間バス便を運行している。3系統は市内、1系統は終夜循環線、1系統はナッソー郡との契約によりリドビーチやポイントルックアウトとを結ぶ拡張路線となっている。市内ではトロリーバスも運行している。
ナッソー・インターカウンティ・イクスプレスがロングビーチ始発のバス路線2系統を運行している。ロックビル経由のルーズベルトフィールド行きと、アトランティックビーチ経由のファーロッカウェイ行きである。

### 鉄道
ロングアイランド鉄道がパークプレースとパーク・アベニュー角に終着駅を運営しており、ロングビーチ支線が運行されている。市内交通手段の全てがこの駅に集まって来る。

## 地理
アメリカ合衆国国勢調査局に拠れば、市域全面積は2.0平方マイル (5.2 km2)である。

### ロングビーチ・バリアー島
ロングビーチ市はロングアイランド南岸沖のバリアー島の上にある。島の上では西にアトランティックビーチのビレッジ、東にリドビーチとポイントルックアウトの小集落がある。このバリアー島の中で南北の幅はそのまま、北のレイノルズ海峡と南の大西洋に接している。跳ね橋であるロングビーチ橋が、ロングビーチとロングアイランド本土との間にある小さな島、アイランドパークとを結んでいる。その西では、アトランティックビーチ橋が島とロングアイランド本土のローレンスとを結んでいる。リドビーチとポイントルックアウトに沿って東に伸びるループ・パークウェイが島とジョーンズビーチを結んでいる。

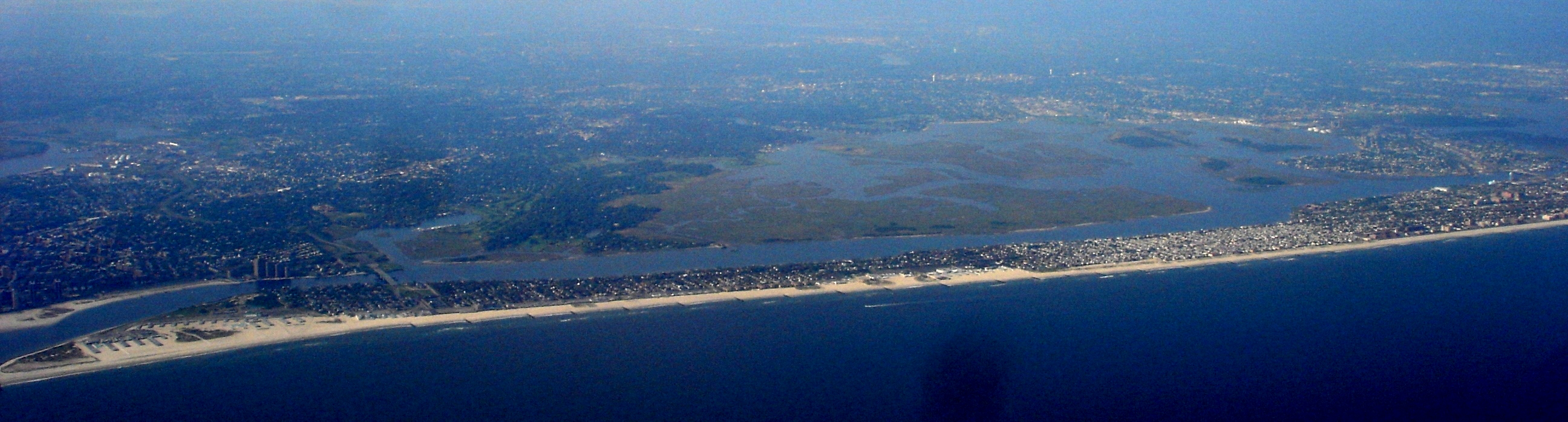
ロングビーチ・バリアー島

### 気候
ロングビーチは温暖湿潤気候、ケッペンの気候区分では Cfa にあたり、夏は暑く、冬は冷涼である。この気候帯では最北部にあり、ヤシの木のような熱帯性植物も生育できる。降水量は年間を通じて均等であり、その大半は雨の形で降る。大西洋の海流の影響で気候が緩和されている。
| ロングビーチの気候     | ロングビーチの気候 | ロングビーチの気候 | ロングビーチの気候 | ロングビーチの気候 | ロングビーチの気候 | ロングビーチの気候 | ロングビーチの気候 | ロングビーチの気候 | ロングビーチの気候 | ロングビーチの気候 | ロングビーチの気候 | ロングビーチの気候 | ロングビーチの気候 |
| 月                     | 1月                | 2月                | 3月                | 4月                | 5月                | 6月                | 7月                | 8月                | 9月                | 10月               | 11月               | 12月               | 年                 |
| ---------------------- | ------------------ | ------------------ | ------------------ | ------------------ | ------------------ | ------------------ | ------------------ | ------------------ | ------------------ | ------------------ | ------------------ | ------------------ | ------------------ |
| 最高気温記録 °F （°C） | 71 (22)            | 71 (22)            | 85 (29)            | 90 (32)            | 99 (37)            | 100 (38)           | 104 (40)           | 101 (38)           | 98 (37)            | 90 (32)            | 77 (25)            | 75 (24)            | 104 (40)           |
| 平均最高気温 °F （°C） | 39 (4)             | 42 (6)             | 49 (9)             | 59 (15)            | 69 (21)            | 78 (26)            | 83 (28)            | 82 (28)            | 75 (24)            | 65 (18)            | 54 (12)            | 44 (7)             | 61.6 (16.5)        |
| 平均最低気温 °F （°C） | 26 (−3)            | 28 (−2)            | 34 (1)             | 44 (7)             | 53 (12)            | 63 (17)            | 69 (21)            | 68 (20)            | 61 (16)            | 50 (10)            | 41 (5)             | 32 (0)             | 47.4 (8.7)         |
| 最低気温記録 °F （°C） | −2 (−19)           | −2 (−19)           | 7 (−14)            | 20 (−7)            | 34 (1)             | 45 (7)             | 55 (13)            | 46 (8)             | 41 (5)             | 30 (−1)            | 19 (−7)            | 2 (−17)            | −2 (−19)           |
| 出典：                 |                    |                    |                    |                    |                    |                    |                    |                    |                    |                    |                    |                    |                    |

## 町の区割り
郊外部の多くとは異なり、ロングビーチは人口密度が高い。住宅の40%足らずは一戸建て住宅である。国内の都市で、人口密度では第24位である。
大西洋から内海海岸までの幅は1マイル (1.6 km) 足らず、長さは3.5マイル (5.6 km) である。多くの小さなバンガローがあるウェストエンドと、イーストエンドに二分される。ニューヨーク・アベニューの西は半マイル (800 m) の幅しかなく、ウェストビーチ通りが東西方向の幹線商業道路である。
ニューヨーク・アベニューの東は幅が広くなり、大型の家庭向け家屋がある。ボードウォークはニューヨーク・アベニューに始まり、ネプチューン大通りまで続く。ボードウォーク沿いには多くのアパートや集合住宅がある。主要な商店街はパーク・アベニューであり、ニューヨーク・アベニューの西では小さな住宅街に変わる。

### 地区

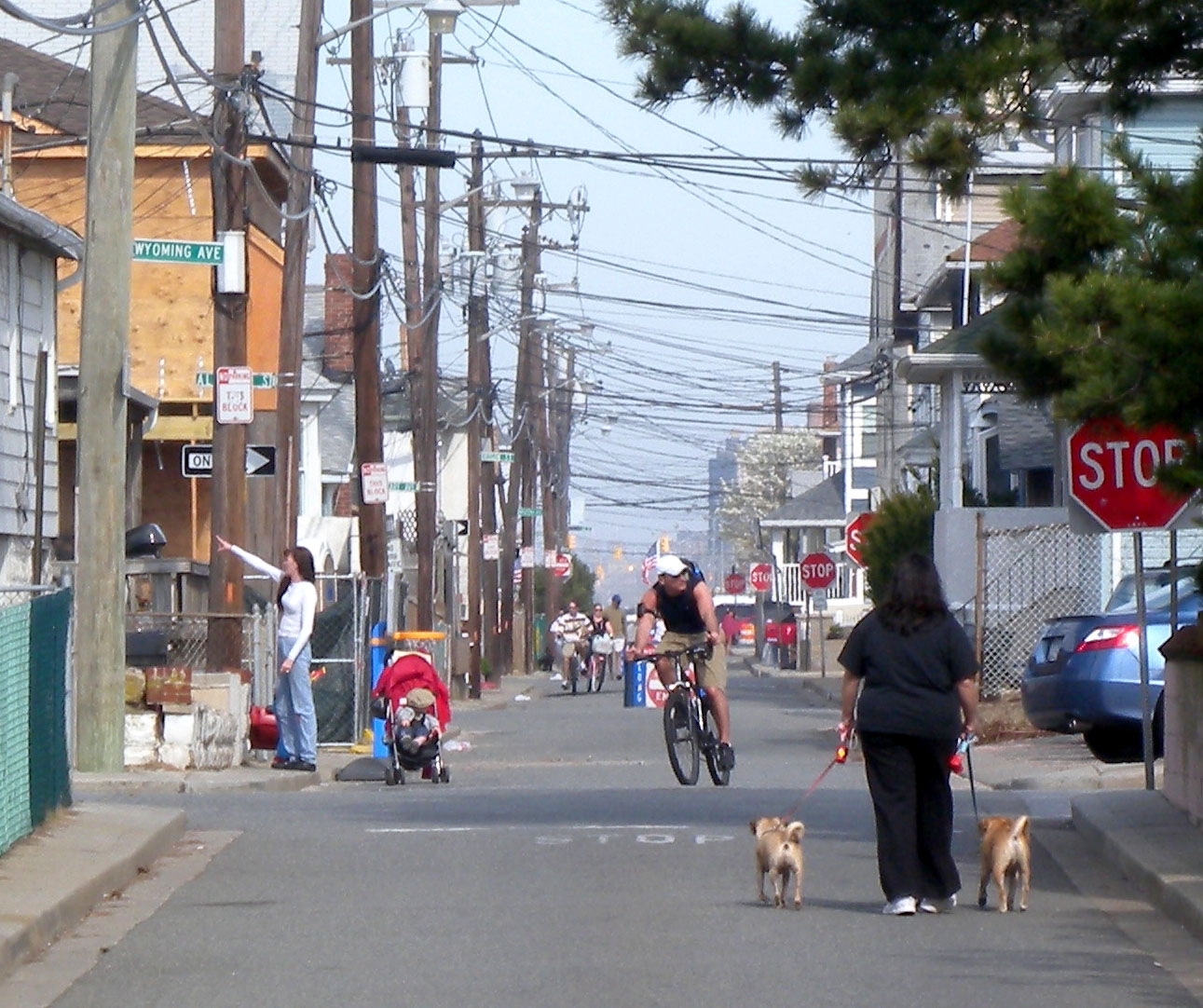
ウェストエンドのオーシャンビュー・アベニュー

- ウェストエンド - 小さく狭い通りに沿って密接した小さなバンガローや住宅がある。これらの通りは大西洋から湾に向かって走っており、アメリカ合衆国の州の名前が付けられている。イースト・アトランティックビーチのビレッジに接する所がネバダ・アベニューである。
- ウェストホーム - ニューヨーク・アベニューとマグノリア大通りの間の地区
- ザ・ウォークス - 家屋の間に極端に狭い歩道がある地域。その歩道には月の名が付けられている。
- 中央地区 - マグノリア大通りとモンロー大通りの間の地区
- ノースパーク - - ロングアイランド鉄道とロングビーチ道路の間のパーク・アベニューより北の地区
- イーストエンド - モンロー大通りとメイプル大通り、別名カーリー通りの間の地区
- ザ・キャナルズ - レイノルズ海峡から発する運河に並行して南北に走る通り数本からなる地区。フォレスター通りに始まり、カーリー通りに終わる。
- プレジデント通り - アメリカ合衆国大統領の名前が付けられた通りからなる地区。ただし、アトランティック、ベルモント、ミッチェルの各アベニューとパシフィック大通りが例外。パシフィック大通りはパーク・アベニューからブロードウェイまで南に並行する道路を直接結んでいる。

### 公園とレクリエーション
- クラーク通り公園
- ロングビーチ・テニスセンター
- リンデル公園
- ロングビーチ・アイスアリーナ  - ニューヨーク・アップルコアとロングビーチ高校ホッケーチームの本拠地、元はニューヨーク・レンジャースの練習施設
- マグノリア・プレイグラウンド
- オーシャンビーチ公園（長さ2.2マイル、3.5 km のボードウォーク）
- レクリエーション・センター
- スケート公園
- ベテランズ記念公園（釣り桟橋とボート乗り場）
- ウェストエンドのジョージア・アベニュー・スプラッシュ公園
- オーシャンビュー・アベニュー - ウェストエンドの非公式ボードウォーク

### アメリカ合衆国国家歴史登録財
- グラナダ・タワーズ
- ウェストペン通り226の邸宅
- ポーリン・フェリックス邸
- サミュエル・バイスバーグ邸
- アメリカ合衆国郵便局ロングビーチ局

### ランドマークと歴史地区
- 9/11 記念碑
- ケネディ・プラザのホロコースト記念碑
- ジョン・F・ケネディ記念碑
- 赤煉瓦地区
- ウェストエンドのシャインのバー

### 博物館とコミュニティセンター
- ウェストペン通り226の邸宅
  - ロングビーチ歴史保存協会博物館とも呼ばれる
- マーティン・ルーサー・キング・コミュニティセンター

## 人口動態

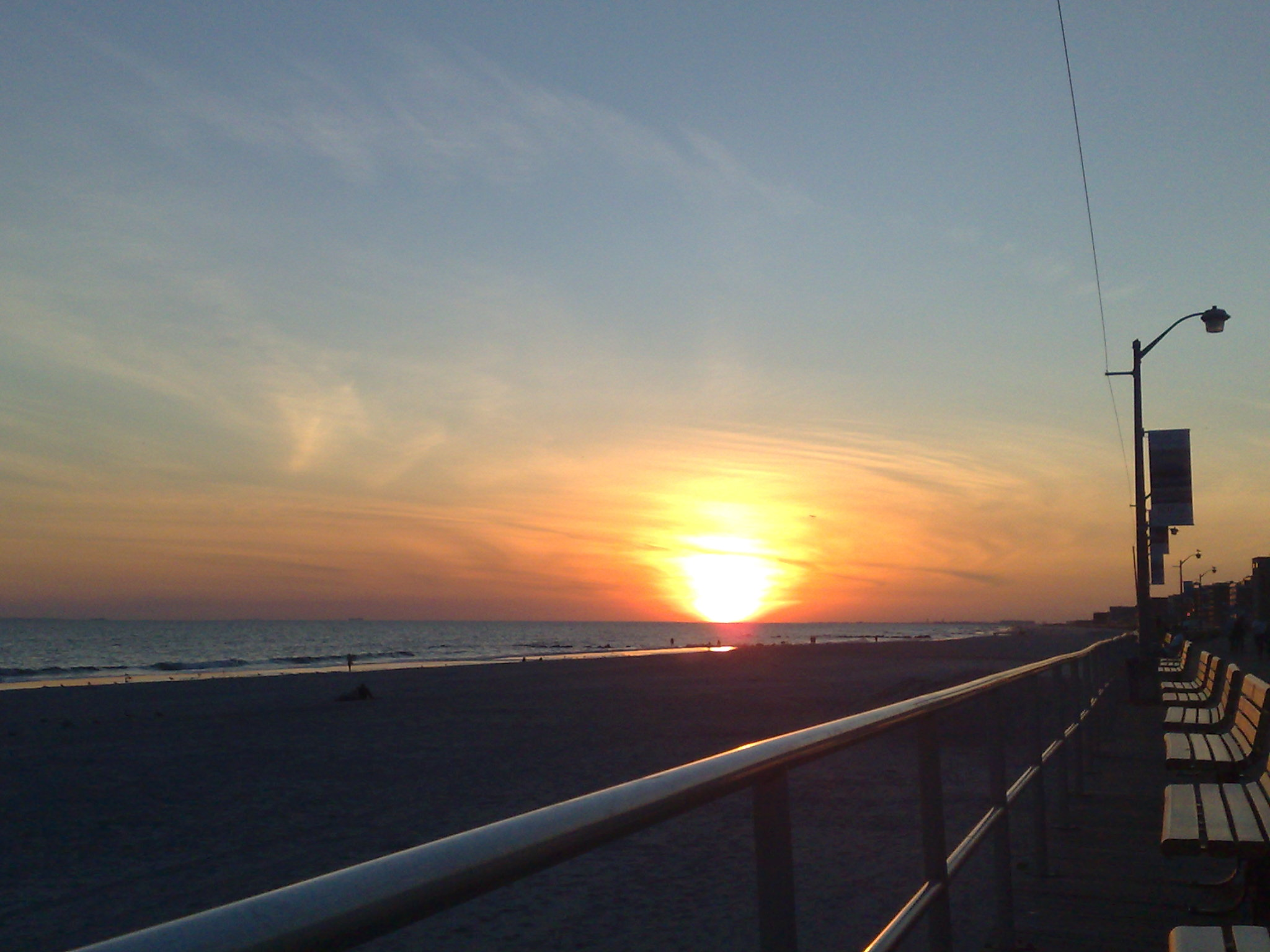
ロングビーチの日没

以下は2000年国勢調査による人口統計データである。
| 基礎データ - 人口: 35,462 人 - 世帯数: 14,923 世帯 - 家族数: 8,103 家族 - 人口密度: 6,398.1人/km2（16,594.9 人/mi2） - 住居数: 16,128 軒 - 住居密度: 2,909.8軒/km2（7,547.3 軒/mi2） 人種別人口構成 - 白人: 84.20% - アフリカン・アメリカン: 6.18% - ネイティブ・アメリカン: 0.21% - アジア人: 2.32% - 太平洋諸島系: 0.08% - その他の人種: 4.75% - 混血: 2.26% - ヒスパニック・ラテン系: 12.80% 年齢別人口構成 - 18歳未満: 18.5% - 18-24歳: 6.6% - 25-44歳: 34.4% - 45-64歳: 23.8% - 65歳以上: 16.7% - 年齢の中央値: 40歳 - 性比（女性100人あたり男性の人口） - 総人口: 92.7 - 18歳以上: 89.6 | 世帯と家族（対世帯数） - 18歳未満の子供がいる: 21.6% - 結婚・同居している夫婦: 40.0% - 未婚・離婚・死別女性が世帯主: 10.8% - 非家族世帯: 45.7% - 単身世帯: 36.7% - 65歳以上の老人1人暮らし: 10.7% - 平均構成人数 - 世帯: 2.26人 - 家族: 3.02人 収入と家計 - 収入の中央値 - 世帯: 56,289米ドル - 家族: 68,222米ドル - 性別 - 男性: 50,995米ドル - 女性: 40,739米ドル - 人口1人あたり収入: 31,069米ドル - 貧困線以下 - 対人口: 9.4% - 対家族数: 6.3% - 18歳未満: 13.2% - 65歳以上: 10.7% |

## 市政府
ロングビーチ市政府は市政委員会・市マネジャー方式を採用している。市政委員会は5人の委員で構成され、市マネジャーを指名する。

### 緊急対応
市の緊急対応はロングビーチ警察署と同消防署が対応している。

## 教育

### 公立教育学区
ロングビーチ市教育学区がロングビーチ市とヘンプステッド町の一部の公共教育を管轄しており、高校1校、中学校1校、幼稚園前保育園1園、小学校4校がある。ナイキミサイルの跡地にオルターナティブ高校も運営しており、学区の通学サービスは共有している。

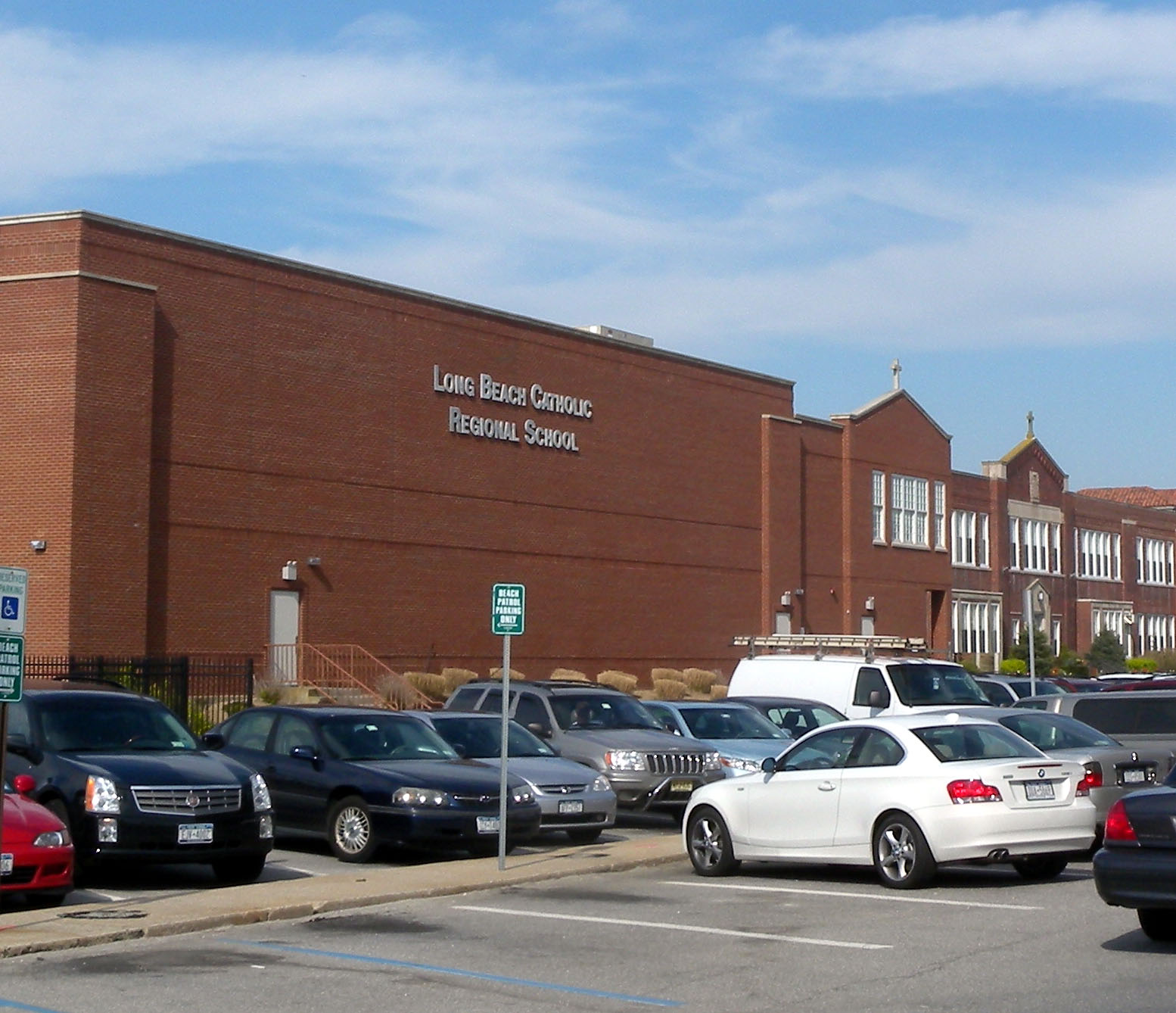
カトリック地域学校

ロングビーチ市の学校は以下の通り:
- ロングビーチ幼稚園前保育園
- 西小学校
- 東小学校
- リド小学校
- リンデル小学校
- ロングビーチ中学校
- ロングビーチ高校

### 私立学校
- ロングビーチ・ヘブライ・アカデミー
- ロングビーチ・カトリック地域学校[15]
- メスティバ・オブ・ロングビーチ

### 高等教育機関
- ラビニカル・カレッジ・オブ・ロングアイランド[16]

### 公共図書館
ロングビーチ公共図書館は本館をロングビーチ中心街に、支所をポイントルックアウトとウェストエンドに置いて、ロングビーチ都市圏にサービスしている。

## 芸術と文化

### 年中行事
- ボードウォークで毎年開催される芸術と工芸のショー
- ケネディ・プラザで毎年開催される美術ショー
- ビーチテニス・トーナメント - ビーチテニス USA
- ケネディ・プラザで毎年開催される秋祭り
- ケネディ・プラザで毎週開催されるファーマーズマーケット
- 毎週開催されるアーツ・イン・ザ・プラザ
- 海浜で開催される無料夏のコンサート・シリーズ
- ボードウォークで毎年開催される歴史協会と工芸のショー
- ロングビーチ国際映画祭
- ロングビーチ・ホッキョクグマ水泳 - 最大のホッキョクグマ水泳では世界記録保持者
- 負傷兵プロジェクト
- セントブレンダン、ナビゲーター・パレード & 祭（10月のアイリッシュデイ）
- ウェストエンド電灯パレード

### 大衆文化の中で

#### 映画とテレビ
- 小説と1972年の映画『ゴッドファーザー』は一部がロングビーチを舞台にしており、コルレオーネ家が本拠にしていたとされている。隣接するアトランティックビーチにはソニー・コルレオーネが住んでいた。ソニーはジョーンズビーチ土手道（ループ・パークウェイとも呼ばれる）の料金所で殺された。20世紀の半ばまで、マフィアのメンバーはロングビーチと隣接するアトランティックビーチに住んでいたと広く知られていた。
- 1976年の映画『タクシードライバー』では、あるドライバーが客を乗せて、「ロングビーチ」を通ってマンハッタンのケネディ空港まで長い距離を運転したと言っている。
- ロバート・デ・ニーロ、ジェームズ・フランコ、フランシス・マクドーマンドが出演した2002年の映画『容疑者』は、ロングビーチ出身の殺人者に関する実話から作成された。実際には数マイル西のファーロッカウェイで殺人を犯した。映画はロングビーチの架空の解釈に基づき、ニュージャージー州アズベリーパークで撮影された。両市の住人は町に関する否定的な印象があるので撮影に反対した

#### 文学
- ロスリン・バーンスタインの2009年の著作『Boardwalk Stories』はロングビーチを舞台にする関連ある14作の作品集である。どの作品もロングビーチの長い住人で写真家ケネス・タイディングスが撮影したロングビーチの昔のボードウォークの白黒写真と結び付けられている。バーンスタインはロングビーチのウェストエンドで育った[17][18]
- 回想録『700 Sundays』でコメディアンのビリー・クリスタルがロングビーチで育ったと語っている[19]
- 回想録『The NewsBreaker』で、プロデューサーでジャーナリストのラリー・ガリソンはロングビーチで育ったと語っている
- ジョン・ドス・パソスの著作『ビッグ・マネー』で、1920年代にロングビーチで週末を過ごしたと述べている
- ロバータ・フィオーレ、キャロル・シャーダ・ゲラシ、デイブ・ルークバーグがロングビーチ歴史保存協会のために、2000年に書いた『Images of America: Long Beach, NY』は、ロングビーチに関する写真と話の集積である[20]
- ポール・ジャクソンによる『我が町、我が時代: ロングビーチ、ロングアイランド、1930年代と第二次世界大戦で』はロングビーチのノスタルジックな見方と時代の社会史である ISBN 0-9729314-0-6.
- 同じくポール・ジャクソンによる『海際のろくでなし: ロングビーチ政治家、詐欺師、密貿易者の汚れた過去 -- さらに悪く』はロングビーチ出身の人物と市の悪名高い歴史を織りなした歪んだ話で満ちている
- 小説家ジェイムズ・パターソンによる『I Funny』はロングビーチに住み、いじめっ子と交わるジェイミー・グリムという少年に関する話である

#### 音楽
- ロングビーチは2012年12月12日のサンディ義捐コンサートの開催者となった。このときビリー・クリスタルがロングビーチで育ったと語った。やはりロングビーチに住んでいたビリー・ジョエルも演奏した
- ロックの伝説的存在ジョーン・ジェットがそのミュージックビデオ『Change The World』をロングビーチのボードウォークで撮影した

### サーフィン
- ロングビーチでは、2011年クィクシルバー・プロを開催し、ケリー・スレーターなどプロのサーファーが競った。

### ニックネームとスローガン
- 海の傍の都市、市章にはラテン語で"Civitas ad mare"と記されている
- 私の靴にはロングビーチの砂がある
- 東のリビエラ

## 著名な出身者
- ラリー・ブラウン - バスケットボールのスター、かつコーチ、ロングビーチ高校卒
- キャブ・キャロウェイ - バンドリーダー、歌手、1940年代後半にロングビーチとリドに住んだ。娘のクリスはミセズ・ボルジリアリの看護学校で学んだ
- ビリー・クリスタル - 映画とテレビのスーパースター、ロングビーチに住んだ
- ロッキー・グラジアノ - プロボクサー、長年ロングビーチに住んだ。娘たちはここの学校に通った。グラジアノ家はウェストエンドのレニーのステーキハウスでは、日曜夜の常連だった
- リチャード・ジャッケル - テレビと映画の俳優、映画『特攻大作戦』に出演、ロングビーチで生まれた
- デレク・ジーター - メジャーリーグベースボール選手、ニューヨーク・ヤンキース、ロングビーチに住んでいる
- ジョーン・ジェット - ロックのスター、ここでミュージックビデオを撮影した
- ビリー・ジョエル - 歌手、ロングビーチに住んだ
- ジョン・ラナン - メジャーリーグベースボール選手、ニューヨーク・メッツ、ロングビーチに住んだ
- アーノルド・ロススタイン - 禁酒法時代のギャングの親玉、ロングビーチのボードウォークの傍、フランクリン大通りの西側に週末と夏の家を維持していた
- リック・ルービン - 音楽プロデューサー、レコードレーベル経営者、ロングビーチ高校で学んだ
- ザック・ライダー（本名マシュー・カルドナ） - プロレスラー、WWE・ロウと契約中、ロングビーチに住んでいる
- マイク・ポートノイ（本名マイケル・スティーブン・ポートノイ） - ドラマー、バンド「ドリーム・シアター」の設立メンバー。ロングビーチで生まれ育った。1985年にロングビーチ高校卒